# Diocesi di Abritto
La diocesi di Abritto (in latino: Dioecesis Abrittena) è una sede soppressa e sede titolare della Chiesa cattolica.

## Storia
Abritto, identificabile con Razgrad nell'odierna Bulgaria, è un'antica sede vescovile della provincia romana della Mesia Seconda (o Inferiore) nella diocesi civile di Tracia. Essa faceva parte del patriarcato di Costantinopoli ed era suffraganea dell'arcidiocesi di Marcianopoli.
Si può attribuire con certezza un solo vescovo a questa sede, Marziano, che partecipò al concilio di Efeso nel 431, dove prese le difese di Nestorio, e sottoscrisse la lettera dei vescovi della Mesia Seconda all'imperatore Leone (458) in seguito all'uccisione del patriarca alessandrino Proterio.
Nel concilio di Nicea del 787 partecipò Orso, vescovo dell'ecclesia Abaritianoi  o episcopus Abaritianorum come riporta Le Quien, che lo assegna alla sede di Abritto. Tuttavia Abritto non appare in nessuna Notitia Episcopatuum dopo il VI secolo, a causa delle distruzioni seguite all'invasione dei Bulgari. Alcuni autori hanno erroneamente attribuito Orso alla sede di Abari in Africa; secondo Darrouzès invece sarebbe stato vescovo di Arbe in Dalmazia; Vailhé infine lo attribuisce alla diocesi di Ibora nell'Elenoponto.
Dal XX secolo Abritto è annoverata tra le sedi vescovili titolari della Chiesa cattolica; dal 12 luglio 2023 il vescovo titolare è Petro Holiney, vescovo ausiliare di Kolomyja.

## Cronotassi

### Vescovi greci
- Marziano † (prima del 431 - dopo il 458)
- Orso ? † (menzionato nel 787)

### Vescovi titolari
- Jean de Vienne de Hautefeuille, C.M. † (10 agosto 1915 - 11 aprile 1946 nominato vescovo di Tianjin)
- Maksimilijan Držečnik † (15 settembre 1946 - 15 giugno 1960 nominato vescovo di Lavant)
- Cletus Francis O'Donnell † (26 ottobre 1960 - 18 febbraio 1967 nominato vescovo di Madison)
- Philemon Kurchaba, C.SS.R. † (16 gennaio 1991 - 26 ottobre 1995 deceduto)
- Ján Eugen Kočiš † (24 aprile 2004 - 4 dicembre 2019 deceduto)
- Călin Ioan Bot (22 gennaio 2020 - 15 giugno 2023 nominato eparca di Lugoj)
- Petro Holiney, dal 12 luglio 2023